# Pierre Womé
Pierre Womé (Douala, 1979. március 26. –) olimpiai bajnok kameruni válogatott labdarúgó.

## Pályafutása
Fiatal korában a Fogape yaoundéi és viszonylag erősebb Canon Yaoundé csapataiban nevelkedett, majd 1996-ban Olaszországba került. Profi pályafutását a Vicenza Calcio klubjában kezdte, majd 7 éven keresztül szerepelt az országban, több klubban, többek között a Lucchese, az AS Roma és a Bologna együtteseiben. 2002-ben a Premier League-ben szereplő Fulham FC-be került kölcsönbe, ahol 2003 februárjában a West Bromwich Albion ellen 3-0-ra megnyert mérkőzésen gólt szerzett. Ezt követően a RCD Espanyol, a Brescia Calcio, az Internazionale, a Werder Bremen és az 1. FC Köln klubjaiban is megfordult. A kölni együttestől vonult vissza 2010-ben.
2012-ben visszatért hazájában a Coton Sport csapatába.

## Válogatott
Womé 67 alkalommal képviselte hazáját a válogatottban. Részt vett az 1998-as labdarúgó-világbajnokságon és a 2002-es labdarúgó-világbajnokságon. A 2002-es olimpián aranyérmesként zártak. 2002-ben hazájával a 2002-es afrikai nemzetek kupáját. 2005-ben az egyiptomi labdarúgó-válogatott ellen megnyert mérkőzést követően visszavonult a válogatottságtól. A mérkőzés megnyerésével a kameruni labdarúgó-válogatott kijutott a 2006-os labdarúgó-világbajnokságra.